# U.S. Route 66

Route 66 (zaznačena červeně) na mapě USA

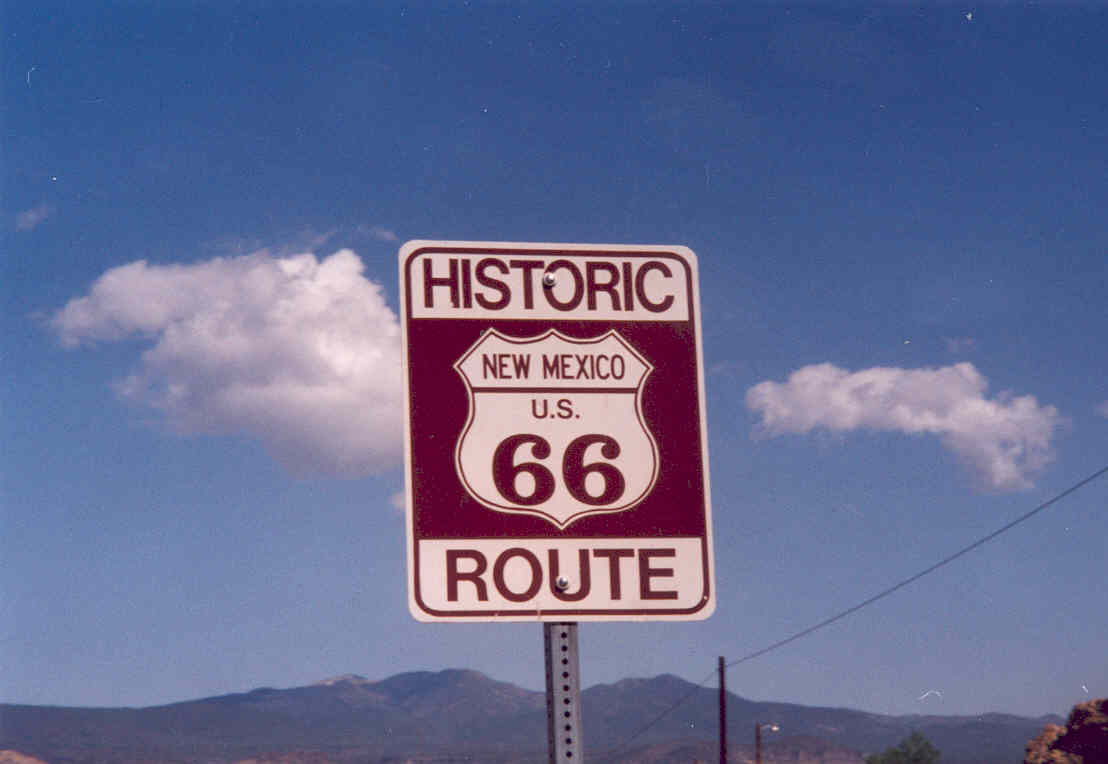
Jeden ze štítků označujících Route 66

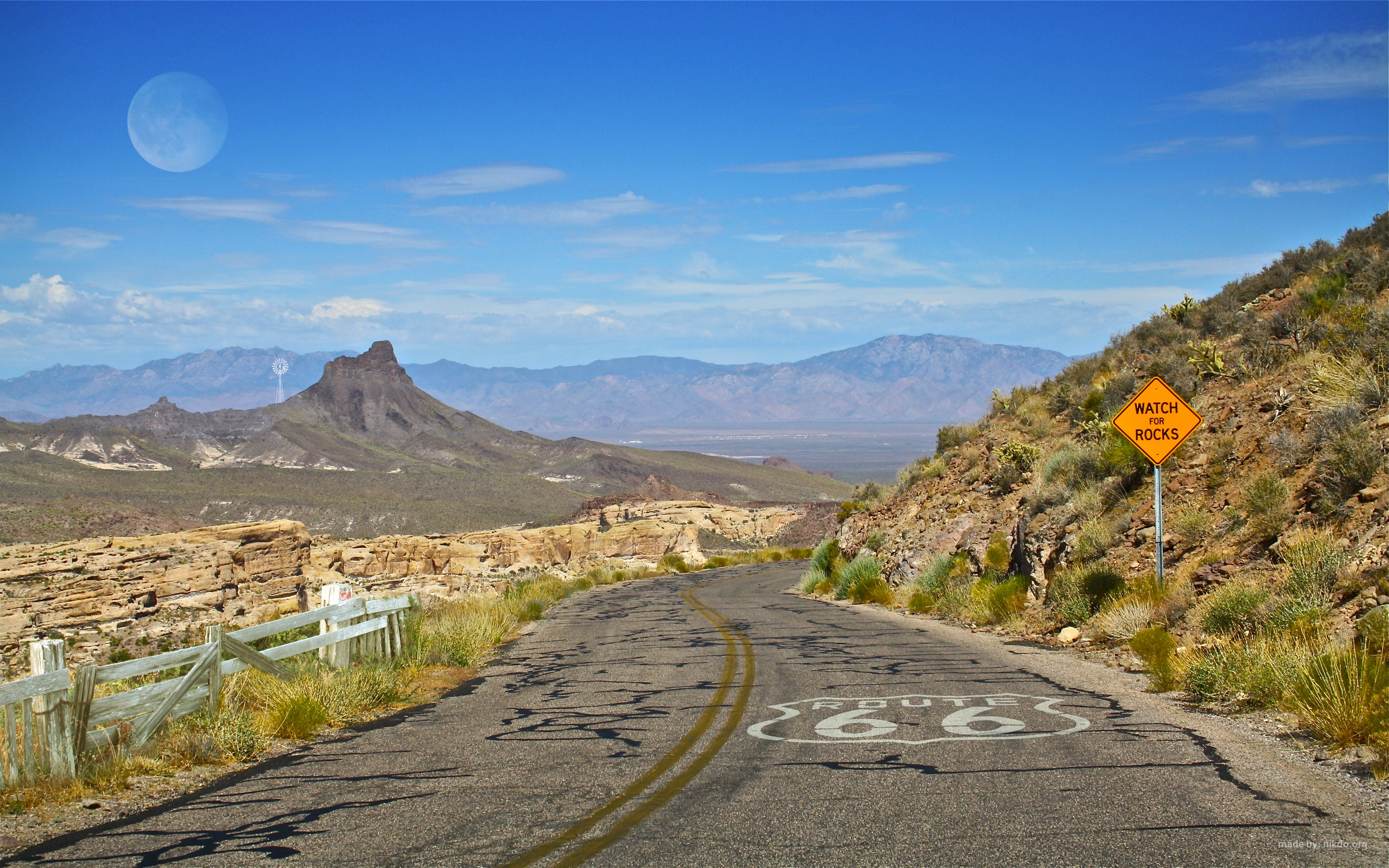
Route 66 v Arizoně

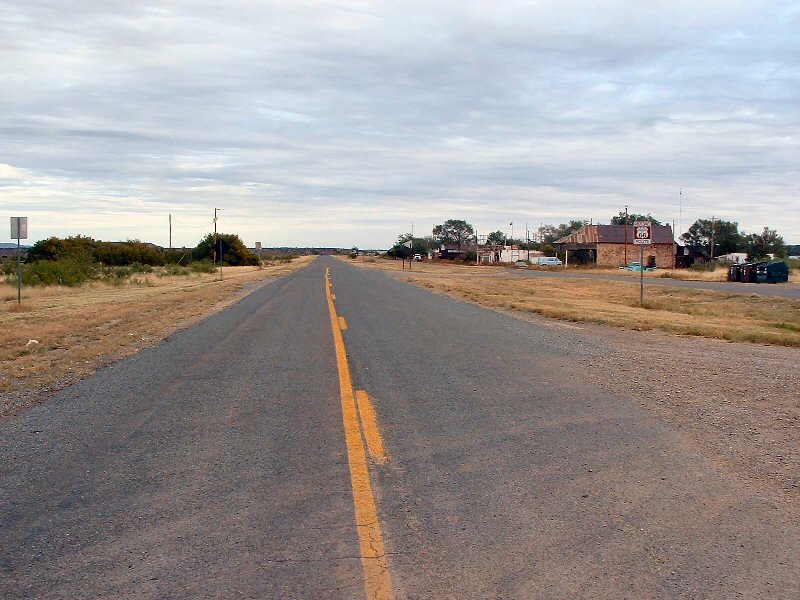
Stará Route 66 v Newkirk v Novém Mexiku

U.S. Route 66 (také známá jako „Route 66“, „The Main Street of America“, „The Mother Road“ a „The Will Rogers Highway“), byla původní mezistátní dálnicí v Americkém dálničním systému, kam byla zařazena 11. listopadu 1926. Vedla z Chicaga (Illinois), přes státy Missouri, Kansas, Oklahomu, Texas, Nové Mexiko, Arizonu a Kalifornii, kde v Los Angeles končila. U.S. Route 66 měřila celkem 3 940 km (2 448 mil).
Podél Route 66 se objevila první rychlá občerstvení, např. v kalifornském San Bernardinu byla otevřena první restaurace McDonald's.

## Popis trasy
Route 66 byla nahrazena soustavou dálnic (interstate) a oficiálně vyřazena z Amerického dálničního systému 27. července 1985. Značná část vozovky Route 66 byla rozšířena a použita při výstavbě nových dálnic. Díky snaze nadšenců v 90. letech je zbylá část (v místech kde byly dálnice vedeny jinudy) stále k dispozici jako turistická atrakce pod jménem „Historic Route 66“.
Jeden z nejdelších souvislých dochovaných úseků vede mezi městečky Seligman a Golden Shores v Arizoně. Na této trase leží i město Kingman, které se pyšní titulem „srdce Route 66“. Ve městě se nachází muzeum Route 66 a je zde podobně jako v Seligmanu, Oatmanu a dalších zastávkách na trase možno zakoupit množství tematických suvenýrů.

## Odkaz v kultuře, přezdívky
Americký spisovatel John Steinbeck nazval silnici ve svém románu Hrozny hněvu „Matkou cest“.
| „                                    | Route 66 nám říká, kdo jsme, kde žijeme, co děláme a co s námi bude. | “ |
| — americký spisovatel Michael Wallis |                                                                      |   |

Silnici se také, pro stoupající počet aut, začalo říkat „Hlavní třída Ameriky”, a pro původní štěrkový povrch a kopírování všech nerovností terénu i „Krvavá”.

## Česko a Route 66
V roce 2007 byla Zdeňkem Juráskem založena Česká asociace Route 66 poté, kdy celou trasu projel na kole. Zdeněk Jurásek provozuje specializovanou internetovou stanici Radio 66 a v kulturním domě Crystal v České Lípě měl v první polovině roku 2013 výstavu fotografií z legendární americké silnice.